# تشارلز جونسون (مقاتل)
تشارلز أنتوني جونسون (بالإنجليزية: Charles Anthony Johnson؛ مواليد 10 يناير 1991) هو مُقاتل فنون قتالية مختلطة أمريكي.

## وصلات خارجية
- تشارلز جونسون (مقاتل) على موقع بوكس ريك (الإنجليزية) (registration required)
- تشارلز جونسون (مقاتل) على موقع شيردوغ (الإنجليزية)
- تشارلز جونسون (مقاتل) على موقع Tapology.com (الإنجليزية)